# Michael Maertens

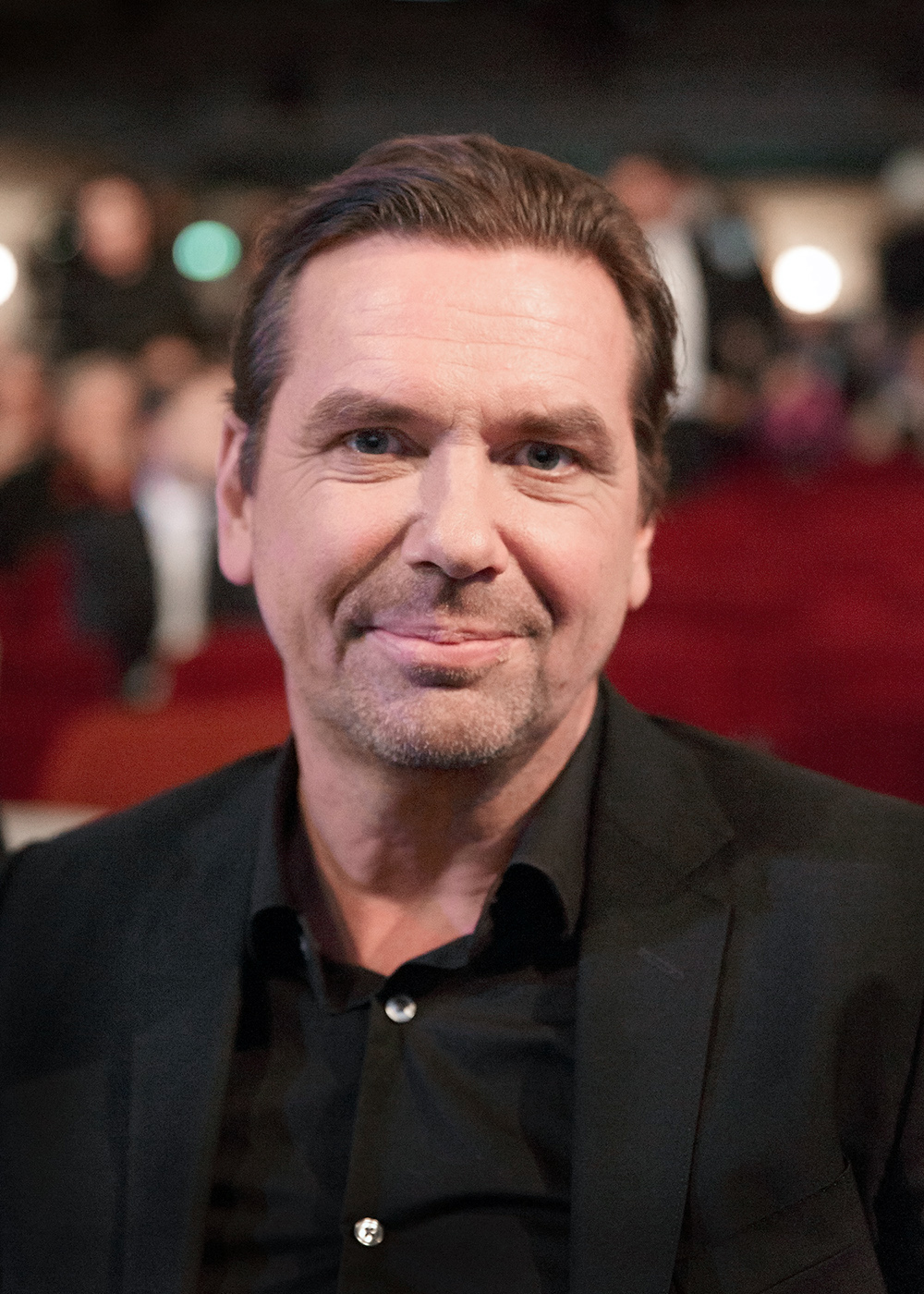
Michael Maertens (2016)

Michael Maertens (* 30. Oktober 1963 in Hamburg) ist ein deutscher Schauspieler. Er gehört dem Ensemble des Wiener Burgtheaters an.

## Familie
Maertens entstammt einer Theaterfamilie. Sein Großvater Willy Maertens war Schauspieler und Intendant am Thalia Theater in der Nachkriegszeit; seine Großmutter Charlotte Kramm war von 1932 bis 1971 dort ebenfalls Ensemblemitglied; sein 2020 verstorbener Vater Peter Maertens war ebenso Schauspieler wie seine Geschwister Kai und Miriam Maertens.
Im Dezember 2006 heiratete er in Basel seine Schauspielkollegin Mavie Hörbiger, nachdem er eine Beziehung zu Birgit Minichmayr beendet hatte. Am 26. April 2009 wurden Mavie Hörbiger und Michael Maertens Eltern einer Tochter, im August 2012 eines Sohnes. 2016 trennte sich das Paar nach zehnjähriger Beziehung. Seit dem Jahr 2018 lebt Michael  Maertens mit seiner Kollegin Marie-Luise Stockinger zusammen, die ebenfalls am Burgtheater engagiert ist.

## Leben

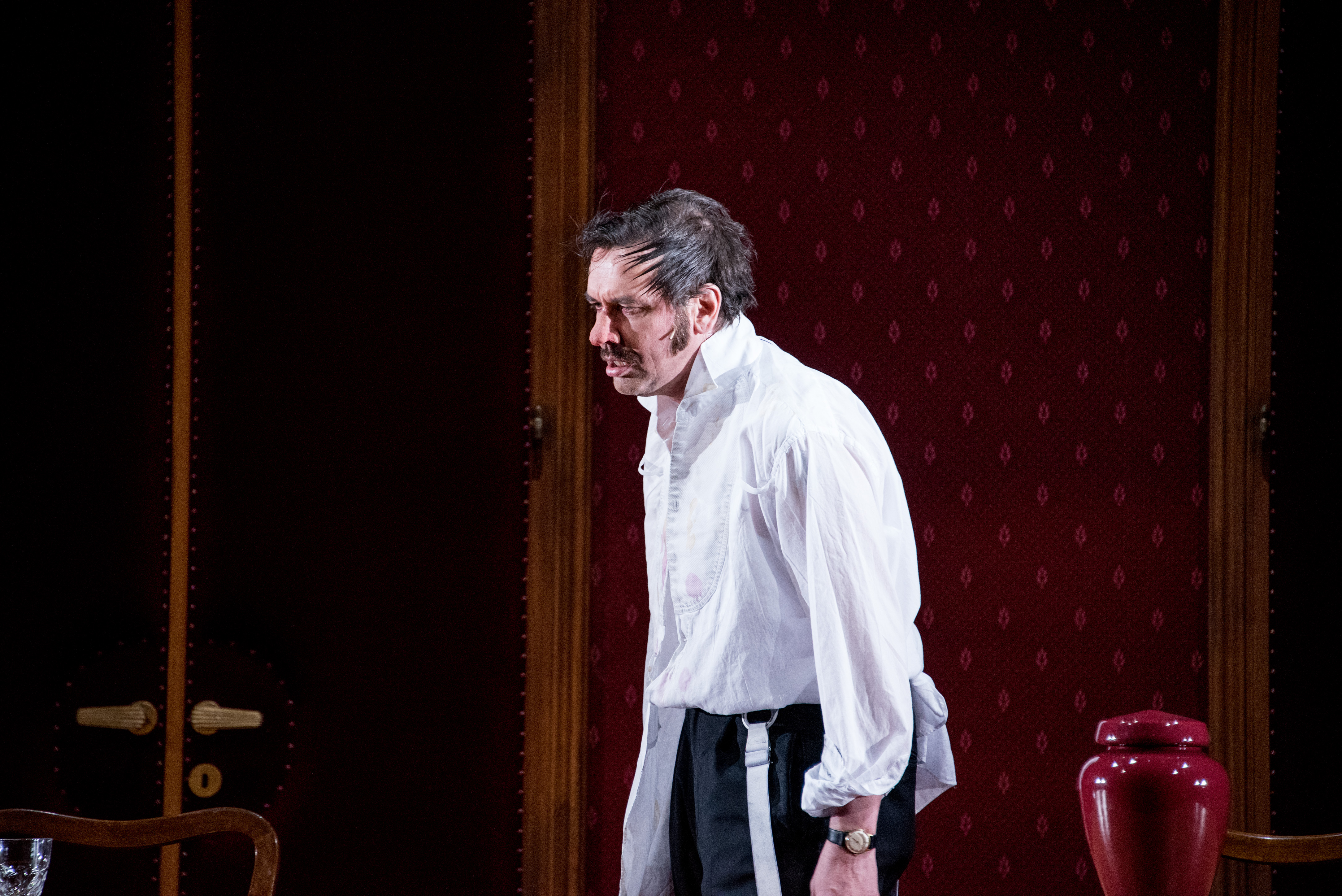
Maertens in Die Affäre Rue de Lourcine, Burgtheater 2015

Maertens wuchs in Hamburg-Nienstedten auf und besuchte das Traditionsgymnasium Christianeum. Hier spielte er bereits als Schüler Theater. Seine Schauspielausbildung absolvierte er an der Otto-Falckenberg-Schule in München (1984 bis 1987) – unter anderem gemeinsam mit Katja Riemann, Thomas Heinze, Sebastian Koch, Dieter Landuris.  Hier wurde er nach dem Intendantenvorsprechen zum Abschluss der Ausbildung von Alexander Lang ans Thalia-Theater engagiert. Alexander Lang gab ihm die Hauptrolle in Clavigo, seinem Debüt als Oberspielleiter in Hamburg. Maertens wurde für die Rolle mit dem Boy-Gobert-Preis ausgezeichnet. Weitere Stationen des Schauspielers wurden das Schillertheater, wohin er Alexander Lang folgte, das Deutsche Theater Berlin, die Münchner Kammerspiele und das Berliner Ensemble.
Charakteristisch für die Karriere von Michael Maertens ist, dass er sich seit etwa Mitte der 1990er Jahre nicht auf das Engagement an einer Bühne beschränkte, sondern immer zeitgleich mehrere Stücke an großen deutschsprachigen Häusern spielte. Seither pendelte er zwischen Zürich, Wien und Berlin. Im Jahr 2001 übernahm Maertens eine feste Stelle im Ensemble des Schauspielhauses Bochum. Unter der Regie des Intendanten Matthias Hartmann feierte er in Bochum unter anderem in Becketts Warten auf Godot, Turrinis Die Eröffnung oder als Schillers Der Parasit Erfolge bei Kritik und Publikum.
Seit der Spielzeit 2002/03 war Maertens als regelmäßiger Gast im Burgtheater Wien zu sehen. Dort spielte er unter anderem unter der Regie von Klaus-Maria Brandauer den Hamlet. Mit Burgtheaterdirektor Klaus Bachler gab es die Vereinbarung, dass Maertens pro Spielzeit jeweils in einem Stück am Burgtheater spielt. Da die Stücke in der Regel in mehreren Spielzeiten auf dem Programm standen, war Maertens so mit mehreren verschiedenen Stücken regelmäßig im Burgtheater zu sehen. Für eine Ko-Produktion des Burgtheaters mit den Salzburger Festspielen 2005 bekam er die Rolle Rudolfs von Habsburg in Martin Kušejs Inszenierung König Ottokars Glück und Ende, die seit Oktober 2005 auf dem Programm des Burgtheaters steht. Für diese Rolle und die Rolle des Algernon in Oscar Wildes Ernst ist das Leben – Bunbury wurde er ihm der Nestroy-Theaterpreis 2005 in der Kategorie „Bester Schauspieler“ (geteilt mit Nicholas Ofczarek) verliehen. 2006 wurde er ebenfalls für den Nestroy für seine Rolle des Mortimer Brewster in der Produktion Arsen und Spitzenhäubchen nominiert. Gleichzeitig moderierte er gemeinsam mit Nicholas Ofczarek die Verleihung des Preises. Anfang 2007 glänzte Maertens als genervter Manager Alain Reille in Yasmina Rezas Stück Der Gott des Gemetzels, eine Produktion von Jürgen Gosch am Schauspielhaus Zürich, die zum Berliner Theatertreffen 2007 eingeladen wurde, und als Marc Anton in Falk Richters Interpretation von Shakespeares Julius Caesar am Burgtheater Wien. 2004 bis 2006 spielte er in Berlin im Stationendrama Untertagblues von Peter Handke (Regie: Claus Peymann) den „wilden Mann“ aus der U-Bahn.

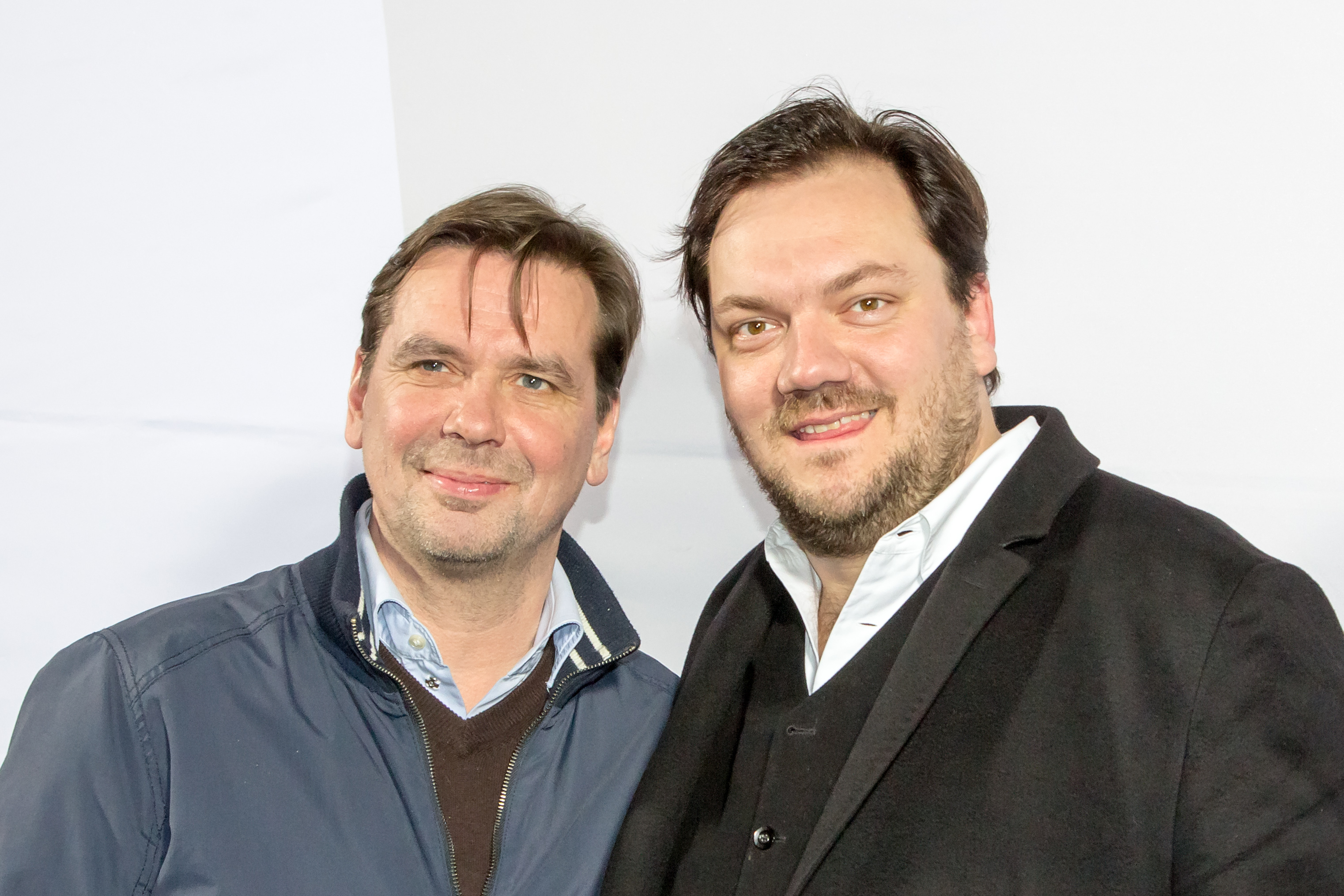
Michael Maertens (links) mit Charly Hübner im Jahr 2015

Zur Spielzeit 2005/2006 wechselte Maertens mit Matthias Hartmann von Bochum ans Schauspielhaus Zürich. Für sein Debüt als Arthur Schnitzlers Anatol (Regie: Luc Bondy) bei den Wiener Festwochen wurde ihm der Gertrud-Eysoldt-Ring verliehen. Er war als Jason in Grillparzers Das goldene Vlies, wieder am Wiener Burgtheater, zu sehen. Seit der Spielzeit 2009/2010 war er fest im Haus am Ring verpflichtet.
Im Jahr 2017 wurde Michael Maertens gemeinsam mit Nicholas Ofczarek zum Kammerschauspieler ernannt.

## Theater (Auswahl)

### Salzburger Festspiele
- 2023: Titelrolle im Jedermann von Hugo von Hofmannsthal.

Regie: Michael Sturminger

### Burgtheater Wien
- 2002: Hamlet von William Shakespeare – Hamlet – Regie: Klaus-Maria Brandauer
- 2002: Anatol von Arthur Schnitzler (Ko-Produktion mit den Wiener Festwochen) – Anatol – Regie: Luc Bondy
- 2004: Das Goldene Vlies von Franz Grillparzer – Jason, Führer der Argonauten – Regie: Stefan Kimmig
- 2005: Ernst ist das Leben – Bunbury von Oscar Wilde (Bearbeitung: Elfriede Jelinek) – Algernon Moncrieff – Regie: Falk Richter
- 2005: König Ottokars Glück und Ende von Franz Grillparzer – Rudolf von Habsburg – Regie: Martin Kušej
- 2006: Arsen und Spitzenhäubchen von Joseph Kesselring – Mortimer Brewster – Regie: Barbara Frey
- 2007: Julius Caesar von William Shakespeare – Marc Anton – Regie: Falk Richter
- 2009: Amphitryon von Heinrich von Kleist – Amphitryon – Regie: Matthias Hartmann (Übernahme der Produktion aus dem Schauspielhaus Zürich)
- 2009: Warten auf Godot von Samuel Beckett – Wladimir – Regie: Matthias Hartmann (Übernahme der Produktion aus dem Schauspielhaus Bochum)
- 2009: Immanuel Kant von Thomas Bernhard – Kant – Regie: Matthias Hartmann (Übernahme aus dem Schauspielhaus Zürich)
- 2009: Lorenzaccio von Alfred de Musset und George Sand – Lorenzo de Médicis (Lorenzaccio), Vetter des Herzogs von Florenz – Regie: Stefan Bachmann
- 2010: Richard II. von William Shakespeare – König Richard II. – Regie: Claus Peymann
- 2010: Was ihr wollt von William Shakespeare – Junker Andreas von Bleichenwang – Regie: Matthias Hartmann
- 2010: Der Parasit nach Louis-Benoît Picard – Selicour – Regie: Matthias Hartmann
- 2011: Der zerbrochne Krug von Heinrich von Kleist – Dorfrichter Adam – Regie: Matthias Hartmann
- 2012: Onkel Wanja von Anton Tschechow – Michail Lwowitsch Astrow, Arzt -Regie: Matthias Hartmann
- 2013: Der böse Geist Lumpacivagabundus von Johann Nestroy – Zwirn, ein Schneidergesell – Regie: Matthias Hartmann
- 2013: König Lear von William Shakespeare – Narr – Regie: Peter Stein
- 2014: Die Möwe von Anton Tschechow – Boris Alexejewitsch Trigorin, Schriftsteller – Regie: Jan Bosse
- 2015: Der Revisor von Nikolaj Gogol – Anton Antonowitsch Skwosnik-Dmuchanowskij, Bürgermeister – Regie: Alvis Hermanis
- 2018: Schlechte Partie von Alexander Ostrowskijs – Julij Kapitonowitsch Karandyschew – Regie: Alvis Hermanis
- 2018: Hexenjagd von Arthur Miller – Danforth, Stellvertreter des Gouverneurs – Regie: Martin Kušej

### Schauspielhaus Zürich
- 2005: Der Parasit von Friedrich Schiller – Selicour – Regie: Matthias Hartmann (Übernahme der Produktion aus dem Schauspielhaus Bochum)
- 2006: Iwanow von Anton Tschechow – Iwanow – Regie: Matthias Hartmann
- 2006: Othello von William Shakespeare – Jago – Regie: Matthias Hartmann
- 2006: Amphitryon von Heinrich von Kleist – Amphitryon – Regie: Matthias Hartmann
- 2007: Warten auf Godot von Samuel Beckett – Wladimir – Regie: Matthias Hartmann (Übernahme der Produktion aus dem Schauspielhaus Bochum)
- 2007: Der Gott des Gemetzels von Yasmina Reza – Alain Reille – Regie: Jürgen Gosch
- 2007: Ein Sommernachtstraum von William Shakespeare (Ko-Produktion mit den Salzburger Festspielen) – Zettel/Pyramus – Regie: Christian Weise
- 2007: Tartuffe von Molière – Tartuffe – Regie: Matthias Hartmann
- 2009: Immanuel Kant von Thomas Bernhard – Kant – Regie: Matthias Hartmann
- 2010: Was ihr wollt von William Shakespeare – Malvolio – Regie: Barbara Frey
- 2011: Platonow von Anton Tschechow – Michail Wassiljewitsch Platonow, Dorfschullehrer – Regie: Barbara Frey
- 2012: Richard III. von William Shakespeare – Richard III. – Regie: Barbara Frey
- 2014: Der Diener zweier Herren von Carlo Goldoni – Truffaldino – Regie: Barbara Frey

### Theater an der Wien
- 2010: Ariadne auf Naxos von Richard Strauss – Der Haushofmeister – Regie: Harry Kupfer

### Seefestspiele Mörbisch
- 2009: My Fair Lady von Frederick Loewe – Prof. Henry Higgins – Regie: Helmuth Lohner – Intendanz: Harald Serafin

### Staatsoper Unter den Linden, Berlin
- 2009: Die Fledermaus von Johann Strauß – Frosch – Regie: Christian Pade, Dirigent: Zubin Mehta

### Schauspielhaus Bochum
- 2000: Die Eröffnung von Peter Turrini Regie: Matthias Hartmann
- 2002: Warten auf Godot von Samuel Beckett – Wladimir – Regie: Matthias Hartmann
- 2003: Schau, da geht die Sonne unter von Sibylle Berg – Er 1 und Er 2 – Regie: Niklaus Helbling
- 2005: Der Parasit von Friedrich Schiller – Selicour – Regie: Matthias Hartmann

### Berliner Ensemble
- 1998: Der Ignorant und der Wahnsinnige von Thomas Bernhard – Doktor – Regie: Philip Tiedemann
- 2000: Richard II. von William Shakespeare – Richard II. – Regie: Claus Peymann
- 2001: Der Stellvertreter von Rolf Hochhuth – Kurt Gerstein – Regie: Philip Tiedemann
- 2001: Maß für Maß von William Shakespeare – Angelo – Regie: Claus Peymann
- 2004: Untertagblues von Peter Handke – Ein wilder Mann – Regie: Claus Peymann
- 2007: Der Gott des Gemetzels von Yasmina Reza – Alain Reille – Regie: Jürgen Gosch (Übernahme der Produktion aus dem Schauspielhaus Zürich)

### Münchner Kammerspiele
- 1997: Hautnah von Patrick Marber – Dan – Regie: Christof Loy
- 1998: Cymbelin von William Shakespeare – Iachimo und Kopf des Geistes von Posthumus' ältestem Bruder – Regie: Dieter Dorn
- 1999: Hekabe von Euripides – Odysseus, griechischer Heerführer – Regie: Dieter Dorn
- 1999: Amphitryon von Heinrich von Kleist – Jupiter (Zeus) – Regie: Dieter Dorn

### Schiller Theater Berlin
- 1990: Die Räuber von Friedrich Schiller – Franz Moor – Regie: Alexander Lang
- 1990: Minna von Barnhelm von Gotthold Ephraim Lessing – der Wirt – Regie: Katharina Thalbach
- 1992: Hase Hase von Coline Serrau Regie: Benno Besson
- 1993: Wie es euch gefällt von William Shakespeare – Rosalind – Regie: Katharina Thalbach

### Deutsches Theater Berlin
- 1992: Der Wald von Alexander Ostrowski; Rolle: Alexej – Regie: Thomas Langhoff
- 1994: Der Reigen von Arthur Schnitzler; zwei Rollen: junger Herr und Graf – Regie: Jürgen Gosch
- 1995: Prinz Friedrich von Homburg von Heinrich von Kleist – Prinz Friedrich Arthur von Homburg – Regie: Jürgen Gosch
- 1996: Heinrich IV. von William Shakespeare – Regie: Thomas Langhoff

### Maxim Gorki Theater Berlin
- 1996: Don Juan von Molière – Don Juan – Regie: Katharina Thalbach

### Thalia Theater
- 1988: Clavigo von Johann Wolfgang von Goethe – Clavigo – Regie: Alexander Lang
- 1988: Liebelei von Arthur Schnitzler – Theodor Kaiser – Regie: Jürgen Flimm
- 1989: Dantons Tod von Georg Büchner – Saint Just – Regie: Ruth Berghaus
- 1989: Mann ist Mann von Bertolt Brecht – Jesse Mahoney – Regie: Katharina Thalbach

### Sonstiges
- 1993: Das Gleichgewicht von Botho Strauß (Uraufführung Salzburger Festspiele) Regie: Luc Bondy
- 1994: Antonius und Kleopatra von William Shakespeare (Salzburger Festspiele) – Octavius – Regie: Peter Stein
- 1996: Ein Sommernachtstraum von William Shakespeare (Salzburger Festspiele) – Peter Squenz – Regie: Leander Haußmann
- 2004: King Arthur von Henry Purcell (Ko-Produktion mit den Salzburger Festspielen) – King Arthur – Regie: Jürgen Flimm, musikalische Leitung: Nikolaus Harnoncourt
- 2006: Moderation der Nestroy Verleihung in Wien mit Nicholas Ofczarek
- 2008: In Eigenregie: Theodor Storm – Briefe an eine Geliebte, Lesung mit Mavie Hörbiger und Michael Maertens, Bühnenfassung und Regie: Christian Papke
- 2013: Lumpazivagabundus von Johann Nestroy; Uraufführung Salzburger Festspiele 2013, Ko-Produktion mit dem Wiener Burgtheater; Regie: Matthias Hartmann

## Filmografie
- 1988: Clavigo
- 1989: Tiger, Löwe, Panther
- 1990: Unter Freunden (Kurzfilm)
- 1991: Linda
- 1991: Großstadtrevier (Fernsehserie, Folge Der Reporter)
- 1992: Alles Lüge
- 1992, 1998: Wolffs Revier (Fernsehserie, verschiedene Rollen, 2 Folgen)
- 1995: Das Glück meiner Schwester
- 1996, 1997: Derrick (Fernsehserie, verschiedene Rollen, 2 Folgen)
- 1997–2004: Der Alte (Fernsehserie, verschiedene Rollen, 4 Folgen)
- 1998: Liebling Kreuzberg (Fernsehserie, Folge Hirngespinste)
- 1998: Freiwild
- 1998, 2001: Siska (Fernsehserie, verschiedene Rollen, 2 Folgen)
- 1999: Musica – Dr. Robert Schumann, Teufelsromantiker
- 1999: Amphitryon
- 1999: Die Häupter meiner Lieben
- 1999: Sonnenallee
- 1999: Tatort – Norbert (Fernsehreihe)
- 2000: Mosquito (Kurzfilm)
- 2000: Der letzte Zeuge (Fernsehserie, Folge Drei Jahre und eine Nacht)
- 2001: Richard II
- 2001: Familie und andere Glücksfälle
- 2001: Die Erpressung – Ein teuflischer Pakt
- 2005: Speer und Er (Fernsehdreiteiler, Folge Germania, der Wahn)
- 2006: König Ottokars Glück und Ende
- 2011: Was ihr wollt
- 2012: Die Vermessung der Welt
- 2012: Schnell ermittelt (Fernsehserie, Folge Schuld)
- 2013: Finsterworld
- 2014: Bibi & Tina
- 2014: Bibi & Tina: Voll verhext!
- 2014: Der Tatortreiniger (Fernsehserie, Folge Der Fluch)
- 2015: Fack ju Göhte 2
- 2015: Vorsicht vor Leuten
- 2015: Altes Geld (Fernsehserie, 7 Folgen)
- 2015: Pitter Patter Goes My Heart, Kurzfilm
- 2016: Bibi & Tina – Mädchen gegen Jungs
- 2016: Winnetou – Der Mythos lebt (Fernsehdreiteiler, 2 Folgen)
- 2017: Bibi & Tina: Tohuwabohu Total
- 2017: Das Pubertier – Der Film
- 2017: Fack ju Göhte 3
- 2018: Der Tatortreiniger (Fernsehserie, Folge Einunddreißig)
- 2019: Wie gut ist deine Beziehung?
- 2019: Der gute Bulle: Friss oder stirb
- 2019: Rocca verändert die Welt
- 2020: Moskau Einfach!
- 2020: Polizeiruf 110: Totes Rennen
- 2020: Toubab
- 2021: Ich und die Anderen (Fernsehserie)
- 2021: Bekenntnisse des Hochstaplers Felix Krull
- 2022: Tausend Zeilen
- 2023: Sörensen fängt Feuer
- 2023: Das Beste kommt noch!
- 2024: Kafka (Fernsehserie)
- 2024: Alter weißer Mann

## Diskographie/Hörbücher
- 2000: Sprecher Das Buch Namen. Exodus.
- 2000: Sprecher Salvador Dali
- 2000: Sprecher Die Wüste Lop Nor von Raoul Schrott
- 2002: Sprecher Tu mir weh! von Boris Vian und Vernon Sullivan
- 2002: Sprecher Jewgeni Onegin von Alexander Sergejewitsch Puschkin
- 2004: Sprecher Die Leiden des jungen Werther von Johann Wolfgang von Goethe
- 2004: Sprecher Briefwechsel Richard Wagner/König Ludwig II. von Bayern. Aus den Jahren 1864–1872

## Hörspiele
- 1991: George Tabori: Wie man glücklich wird, ohne sich zu verausgaben (Ödipus/Junger Zwi) – Regie: Jörg Jannings (Hörspiel – RIAS/SWF)
- 1994: Peter Mohr: Zur letzten Instanz (Fridolin) – Regie: Holger Rink (Hörspiel – ORB)
- 1995: Andreas Knaup: Schlachthaus – Regie:Joachim Staritz (DRadio/SDR)
- 1995: Waldtraut Lewin: Das Geheimnis des persischen Sklaven – Regie: Christoph Dietrich (Kriminalhörspiel – SFB/ORB)

## Ehrungen, Preise und Auszeichnungen
- 1989: Boy-Gobert-Preis für seine erste Rolle, die Titelrolle in Goethes Clavigo
- 1989/90: Nachwuchsschauspieler des Jahres
- 2000: Nestroy-Nominierung als Bester Schauspieler
- 2001 wurde er zum Schauspieler des Jahres gewählt.
- 2002: Gertrud-Eysoldt-Ring
- 2004: Nestroy-Nominierung als Bester Schauspieler
- 2005: Nestroy-Auszeichnung in der Kategorie Bester Schauspieler
- 2006: Nestroy-Nominierung als Bester Schauspieler
- 2014: Deutscher Schauspielerpreis für die Nebenrolle in Finsterworld
- 2016: Gordana-Kosanović-Schauspielerpreis
- 2017: Verleihung des Berufstitels Kammerschauspieler[4]
- 2021: Nestroy-Auszeichnung in der Kategorie Bester Schauspieler[5]
- 2023: Elisabeth-Orth-Preis[6]
- 2023: Nestroy-Auszeichnung in der Kategorie Bester Schauspieler für Das weite Land[7]